# Phymatopsallus ribesi
Phymatopsallus ribesi är en insektsart som beskrevs av Knight 1968. Phymatopsallus ribesi ingår i släktet Phymatopsallus och familjen ängsskinnbaggar. Inga underarter finns listade i Catalogue of Life.